# Образцовка (Алтайский край)
Образцовка — посёлок в Бийском районе Алтайского края России. Входит в состав Сростинского сельсовета.

## География
Расположен на Чуйском тракте в 7,5 км к юго-востоку от центра сельского поселения, села Сростки.
Посёлок находится в восточной части Алтайского края, на правом берегу реки Катунь, на расстоянии примерно 38 километров (по прямой) к востоку-юго-востоку (ESE) от города Бийск, административного центра района. Абсолютная высота — 207 метров над уровнем моря.
Климат умеренный, континентальный. Самый холодный месяц — январь (до −54 °C), самый тёплый — июль (до +39 °C). Годовое количество осадков составляет 450—500 мм.

## Население
| 1997 | 1998 | 1999 | 2000 | 2001 | 2002 | 2003 |
| ---- | ---- | ---- | ---- | ---- | ---- | ---- |
| 145  | ↗149 | ↗151 | ↘138 | ↗153 | ↘148 | ↗152 |
| 2004 | 2005 | 2006 | 2007 | 2008 | 2009 | 2010 |
| ↘142 | ↗144 | →144 | ↘126 | ↗139 | ↗148 | ↘134 |
| 2011 | 2012 | 2013 |      |      |      |      |
| ↘133 | ↘130 | ↗147 |      |      |      |      |

Согласно результатам переписи 2002 года, в национальной структуре населения русские составляли 93 %.

## Инфраструктура
В посёлке функционируют фельдшерско-акушерский пункт и сельский клуб.

## Улицы
Уличная сеть посёлка состоит из двух улиц и одного переулка.